# Scherrie Payne

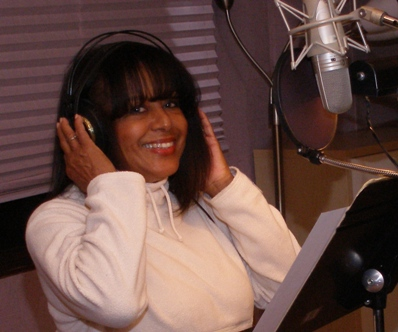
Scherrie Payne (2011)

Scherrie Payne (* 4. November 1944 in Detroit, Michigan) ist eine US-amerikanische Soul-Sängerin, die vor allen Dingen als Mitglied von The Glass House und der Girlgroup The Supremes bekannt wurde.

## Biografie
Mit der Soul-Gruppe The Glass House hatte Payne von 1969 bis 1972 ein halbes Dutzend Hits in den amerikanischen R&B-Charts, der größte Erfolg war die Top-10-Single Crumbs Off the Table (1969), die auch Platz 59 in den Billboard Hot 100 erreichte.  Die Band stand bei dem Holland-Dozier-Holland-Label Invictus unter Vertrag und brachte hier zwei Alben heraus. 1973 wechselte Payne schließlich als Ersatz für Jean Terrell zu den Supremes und blieb dort bis 1977. Zu dieser Zeit hatte die legendäre Girlgroup allerdings schon ihren kommerziellen Zenit überschritten. Mit den Supremes nahm Payne drei Alben auf, die vom Disco-Sound der damaligen Zeit geprägt waren und einige Dance-Hits hervorbrachten.
Nach der offiziellen Auflösung der Supremes blieben Payne und Gruppenkollegin Susaye Greene bei Motown als Duo Scherrie & Susaye unter Vertrag. Eine veröffentlichte LP hatte jedoch keinen Erfolg.
Als Solistin nahm Payne ebenfalls einige Platten auf, die allerdings meist kaum zur Kenntnis genommen wurden. 1982 und 1984 hatte sie jeweils kleinere Erfolge in den Disco-Charts von Billboard. 1987 erschien eine Solo-LP namens Incredible, die mit dem Titelsong, ein Duett mit Phillip Ingram, immerhin Platz 57 in den R&B-Charts hervorbrachte. Die Nachfolge-Single Testify landete auf Platz 67.
Gemeinsam mit Lynda Laurence und Joyce Vincent tritt Payne auch heute noch mit dem Supremes-Repertoire auf, ohne dass das Trio offiziell den Gruppennamen verwenden darf.
2012 erschien mit Let Yourself Go eine neue Solo-Single von Payne.
Ihre Schwester Freda Payne (Band of Gold) ist ebenfalls Sängerin.

## Diskografie

### Alben
- 1979: Partners (Motown, mit Susaye Greene als Scherrie & Susaye)
- 1987: Incredible (Superstar)